# Rockland
Rockland — третий студийный альбом норвежской группы Katzenjammer, выпущенный 16 января 2015 году лейблами Propeller и Vertigo Berlin.

## Список композиций
| №   | Название                                                 | Текст песни                         | Музыка                         | Длительность |
| --- | -------------------------------------------------------- | ----------------------------------- | ------------------------------ | ------------ |
| 1.  | «Old De Spain»                                           | Анне Марит Бергхейм, Матс Рюбё      | Анне Марит Бергхейм, Матс Рюбё | 4:40         |
| 2.  | «Curvaceous Needs»                                       | Марианне Свен                       | Марианне Свен, Од Норстога     | 3:27         |
| 3.  | «Oh My God»                                              | Сольвейг Хейло                      | Сольвейг Хейло                 | 3:25         |
| 4.  | «Lady Grey»                                              | Марианне Свен                       | Марианне Свен                  | 3:18         |
| 5.  | «My Own Tune»                                            | Тури Йоргенсен, Уле-Кристиан Хонеру | Стиан Корста, Тури Йоргенсен   | 2:47         |
| 6.  | «Shine Like Neon Rays»                                   | Сольвейг Хейло, Матс Рюбё           | Сольвейг Хейло, Матс Рюбё      | 4:54         |
| 7.  | «Driving After You»                                      | Марианне Свен                       | Марианне Свен                  | 3:54         |
| 8.  | «Flash in the Dark»                                      | Анне Марит Бергхейм, Матс Рюбё      | Анне Марит Бергхейм, Матс Рюбё | 3:59         |
| 9.  | «My Dear»                                                | Сольвейг Хейло                      | Сольвейг Хейло                 | 3:05         |
| 10. | «Bad Girl»                                               | Сольвейг Хейло                      | Сольвейг Хейло                 | 3:57         |
| 11. | «Rockland»                                               | Матс Рюбё                           | Анне Марит Бергхейм            | 5:01         |
| 12. | «Hurricane» (Только в коллекционном издании)             | Сольвейг Хейло                      | Эгиль Клёусен, Сольвейг Хейло  | 4:21         |
| 13. | «Marching And Drumming» (Только в коллекционном издании) | Матс Рюбё                           | Матс Рюбё, Тури Йоргенсен      | 3:45         |
| 14. | «Ouch» (Только в коллекционном издании)                  | Марианне Свен                       | Марианне Свен                  | 2:40         |

## Хит-парады
| Хит-парад             | Начальная позиция | Высшая позиция | Недель высшей позиции | Недель всего |
| --------------------- | ----------------- | -------------- | --------------------- | ------------ |
| Norway Albums Top 40  | 30                | 9              | 1                     | 5            |
| Germany Albums Top 50 | 5                 | 5              | 1                     | 5            |
| Swiss Albums Top 100  | 33                | 64             | 1                     | 1            |
| Austria Albums Top 75 | 36                | 36             | 1                     | 1            |
| Dutch Albums Top 100  | 24                | 24             | 1                     | 2            |

## Некоторые релизы
| Страна   | Дата           | Формат  | Лейбл                |
| -------- | -------------- | ------- | -------------------- |
| Германия | 16 января 2015 | CD, LP  | Vertigo Berlin       |
| Германия | 16 января 2015 | CD      | Vertigo Berlin       |
| Германия | 16 января 2015 | Digital | Propeller Recordings |
| Норвегия | 16 января 2015 | CD, LP  | Propeller Recordings |
| Франция  | 2 марта 2015   | Digital | Propeller Recordings |

1. 1 2  Коллекционное издание